# Belz (Morbihan)
Belz ist eine französische Gemeinde mit 3869 Einwohnern (Stand 1. Januar 2022) im Département Morbihan in der Region Bretagne. Sie gehört zum Arrondissement Lorient.

## Geographie
Die Gemeinde grenzt im Nordosten an Locoal-Mendon, im Süden an Erdeven, im Südwesten an Étel und im Westen und Norden an den gleichnamigen Fluss Étel, einen Küstenfluss, der sich im Mündungsgebiet zu einer verzweigten Meeresbucht ausweitet.
|  |  |

Vom westlichen Ortsteil Kergo führt die Hängebrücke Pont Lorois über den Fluss Étel in die Gemeinde Plouhinec. Im Norden der Gemeinde liegen im Fluss mehrere Inseln, von denen die Île de Saint Cado durch eine Steinbrücke mit dem Ortsteil Saint Cado verbunden ist.

Die Insel Saint-Cado in Belz (Juli 2022)

## Geschichte
Aus prähistorischer Zeit finden sich in der Gemeinde mehrere Dolmen (Dolmen du Moulin des Oies, Dolmen von Kerhuen, Dolmen von Kerlutu, Dolmen von Kerguéran die Dolmen Mané Rhun und Kergallan) sowie Menhire.
Nach einer Legende ließ sich der aus Wales stammende heilige Cadoc im 6. Jahrhundert n. Chr. auf der Île de Saint Cado nieder und gründete dort eine Einsiedelei. Diese erbten die Mönche von Quimperlé im Jahr 1089 und bauten sie zu einem Priorat aus, das sich zu einem bedeutenden Pilgerzentrum entwickelte. Die jetzige Kapelle ist auf das 11. bis 12. Jahrhundert datiert.

## Bevölkerungsentwicklung
| Jahr                       | 1962 | 1968 | 1975 | 1982 | 1990 | 1999 | 2010 | 2019 |
| Einwohner                  | 3179 | 3553 | 711  | 3398 | 3372 | 3289 | 3497 | 3760 |
| Quellen: Cassini und INSEE |      |      |      |      |      |      |      |      |

## Sehenswürdigkeiten
- Kapelle von Saint Cado mit Kalvarienberg
- Hängebrücke Pont Lorois mit Aussicht über den Fluss Étel

## Wirtschaft und Infrastruktur

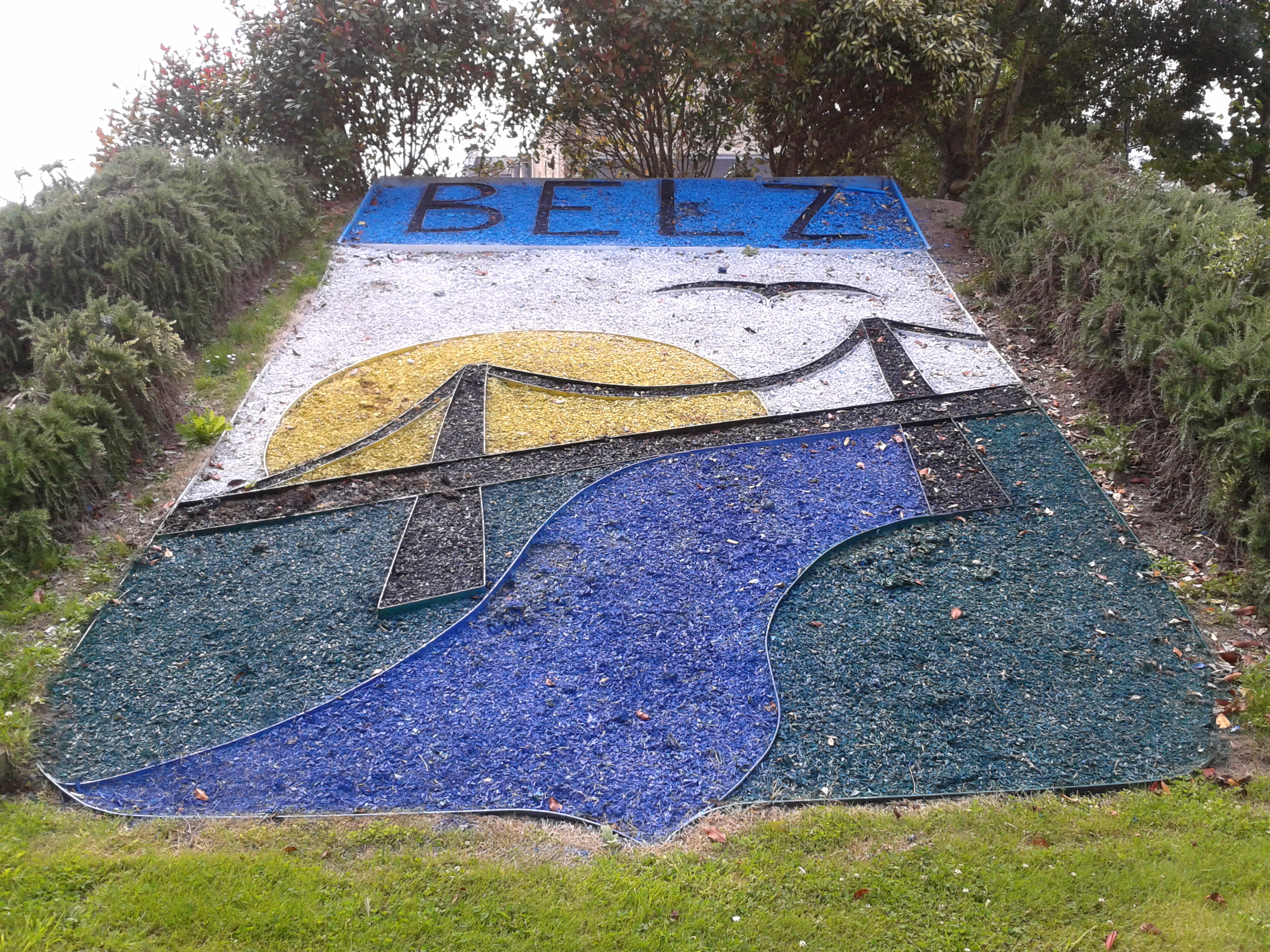
Grünanlage im Ortszentrum

Die Gemeinde verfügt über ein kleines Zentrum mit der Hauptgeschäftsstraße Rue du Général de Gaulle, dem Rathaus und der Kirche Saint-Saturnin.
Im durch die Gezeitenströme geprägten Fluss Étel sind ausgedehnte Austernzuchtanlagen angesiedelt.

## Verkehr
Belz ist über die D9 nach Hennebont im Nordwesten und über die D22 nach Auray im Osten an das französische Fernstraßennetz (N24, N165) angebunden. Die D781 sorgt für die Verbindung der Küstenorte von Port-Louis im Westen nach Locmariaquer im Südosten.
Der nächste Bahnhof mit Fernverkehrsanschluss liegt in Auray, nächstgelegener Flughafen ist Lorient Bretagne Sud. Im Sommer wird der Bahnhof Belz-Ploemel an der Bahnstrecke Auray–Quiberon mit Ausflugszügen („Korkenzieher“) bedient. Busverbindungen (montags bis samstags) bestehen nach Lorient, Auray, Port-Louis und Carnac – La Trinité-sur-Mer.
Durch das südliche Gemeindegebiet verlief bis 1935 die Straßenbahn La Trinité–Étel mit einem Halt im Ortsteil Quatre Chemins.